# كسرة (خبز)

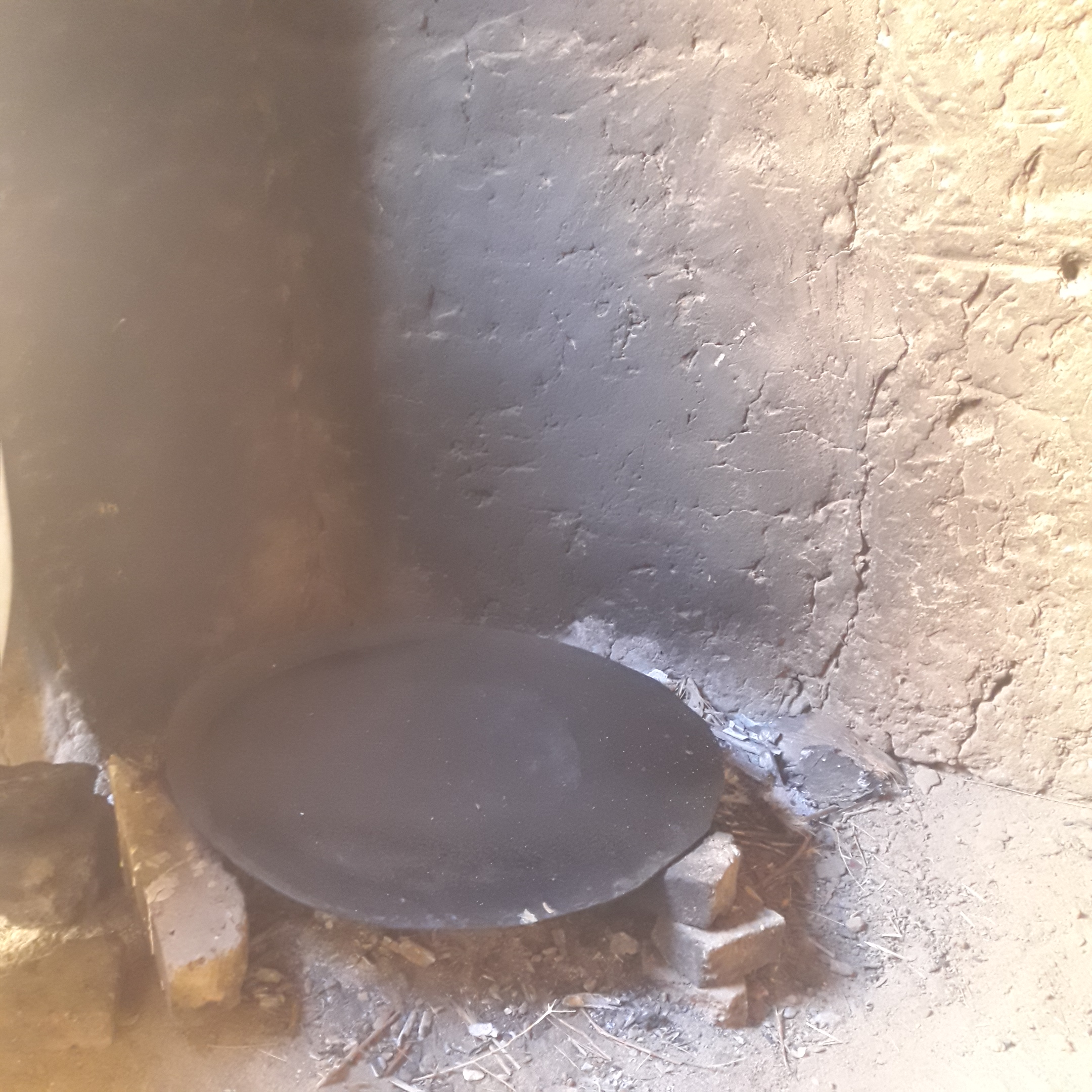
الدوكة صاج للعواسة

الكسرة (الفطير) أو خبز الفطيرة هو نوع من الخبز أو الرغيف الذي يشتهر به سكان بعض بلدان شمال إفريقيا مثل (المغرب والجزائر وتونس) بالإضافة إلى السودان وتشاد. ويسمى أيضا بالفطير, وتتنوع مكونات الكسرة وطريقة استهلاكها باختلاف كل بلد من البلدان المذكورة، فالمكونات الأساسية للكسرة التونسية هي الشعير أو القمح بعد طحنه، بينما تعتمد الكسرة في كل من الجزائر والسودان عادة على الذرة، أما الكسرة المغربية فتعتمد على الاثنين معا.
يدق طحين الشعير أو القمح مع إضافة القليل من الخميرة والملح والماء الدافئ وتترك العجين لوقت كاف حتى تتخمر ويتضاعف حجمها ثم تقسم إلى كرُات صغيرة متساوية وتطرح كل كرة على مساحة نظيفة ومسطحة حتى يصبح قطرها كبيرًا وسماكتها رقيقة.
يشعل الحطب في فرن تقليدي (ويُعرف في تونس باللهجة العامية بـ«الطابونة») حتى يحمر وتُلصق كل عجينة على جوانب الفرن. يتغير لون العجين الى الذهبي ثم البرتقالي دلالة على نضجها فيتم إخراجها من الفرن وتصبح جاهزة للأكل.
مع تطور التقنيات والتجهيزات تنوعت طرق طهي الكسرة فغدت مادة الفارينة المجهزة بديلة عن الشعير المطحون يدويا وبها يتم إعداد أصناف متنوعة من الكسرة، كالمسمن والبغرير والبطبوط.

## التاريخ
الكسرة أو الفطير من المأكولات السودانية الشعبية الأساسية القديمة.
كان لصنعها خطوات لا تستغني عنها ربة المنزل السودانية، تُغسل الذرة وتُجفف، ثم تُؤخذ إلى الطاحونة لطحنها. وفي المساء تجهز الخُمّارة وفي الصباح يوم التالي تبدأ بعِواسة الكسرة ليأكل منها أهل المنزل طوال اليوم.

### المكوّنات
1. كوب دقيق أو قمح أو فرينة يعني دقيق ابيض
2. ملعقة صغيرة ملح
3. 0.5 ملعقة خميرة
4. ملعقة صغيرة من السكر
5. ربع كوب زيت
6. 2 كوب ماء

 العِواسة: هي العملية التي تصنع بها الكسرة، ويطلق على المرأة التي تصنع الكسرة  «عوّاسَة»

## الأدوات المستخدمة في عملية العِواسة
- الموقد: منذ القدم تدرجت أنواع المواقد المستخدمة فنجد أنه قديما كانت تستخدم  اللدايات وهي عبارة عن ثلاث كتل من الطين الجاف أو الطوب توضع على الأرض ويدخل بجوانبها الحطب. تطورت بعد ذلك المواقد فأصبحن النسوة يستخدمن  الكانون  وبعد ذلك  صاج الكهرباء. أما حديثا أصبحت العملية تتم باستخدام موقد الغاز الحديث ويسمى  الدافور  باللهجة السودانية .
- الصاج (الدوكة): وهو الجزء الذي يفرد عليه العجين، يوضع على الموقد لتتم عليه عملية  العواسة  كان قديما يصنع من الفخار أما حديثا يصنع من الحديد.
- القرقريبة: وهي الأداة المستخدمة في فرد العجين وتصنع من سعف النخيل.
- المعراكة: هي قطعة قماش تستخدم لتوزيع مادة دهنية على سطح كي لا تلتصق بها الكسرة.

قديما كان يمسح بالطايوق «وهو النخاع الشوكي» وباستخدام المعراكة يمرر الطايوق على السطح، أما حاليًا فتبلل المعراكة في الزيت ويمسح بها سطح.
- الطبق: توضع فيه الكسرة مباشرة بعد نضجها وترص فوق بعضها البعض على شكل طبقات، ويصنع الطبق من سعف النخيل.

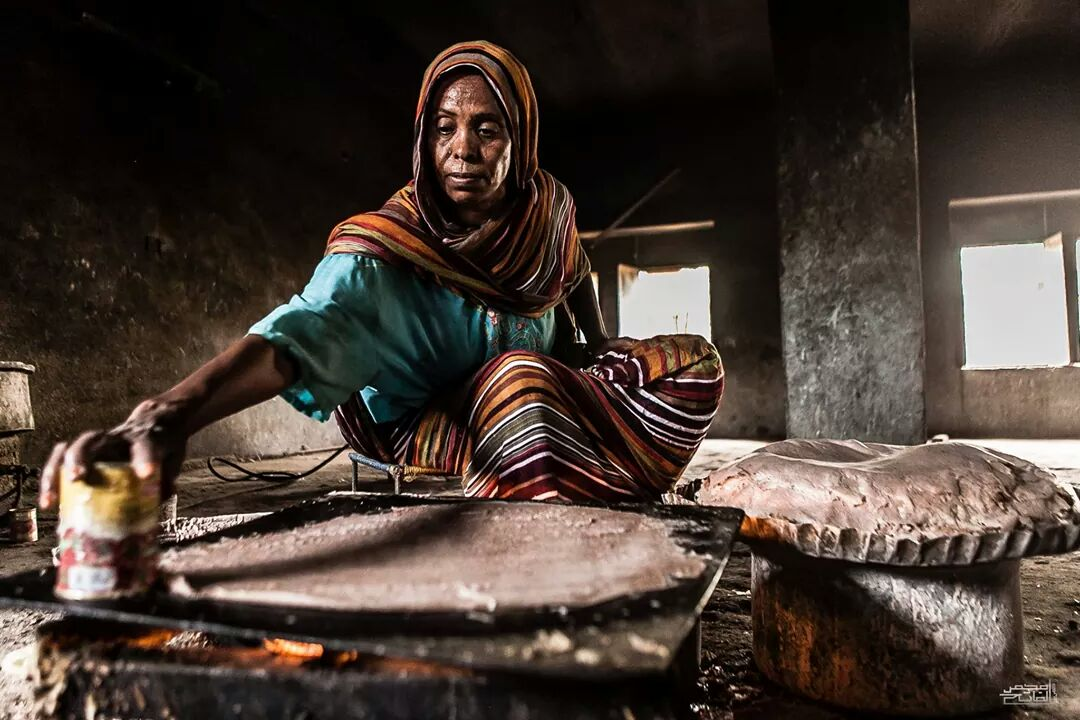
صناعة الكسرة في السودان

## أنواع من الطعام تأكل مع الكسرة
تؤكل الكسرة عادة مع اللبن 